# Cosmographiae Introductio
Cosmographiae Introductio (latinsky „Úvod do kosmografie,“ celým názvem Cosmographiae introductio cum quibus dam geometriae ac astronomiae principiis ad eam rem necessariis. Insuper quattuor Amerigo Vespuccii navigationes, tj. „Úvod do kosmografie s nezbytnými základy geometrie a astronomie. Nadto čtyři plavby Ameriga Vespucciho“) je kosmografie Martina Waldseemüllera, která byla vydána v Saint-Dié-des-Vosges v roce 1507. Její přílohou byla Waldseemüllerova mapa světa (Universalis Cosmographia), která jako první obsahovala označení „Amerika.“
V časopisu Vesmír je Waldseemüllerova Cosmographiae Introductio popsána následovně:
Stostránková kniha, nesoucí datum 25. dubna 1507, se skládá ze dvou částí, z nichž první obsahuje výklad mapy světa a poskytuje základní principy geometrie a astronomie, které čtenáři pomáhají, aby celé dílo pochopil. Teprve její druhá část obsahuje nový latinský překlad Vespucciho od Jeana Basina de Sandaucourt a obsáhlou báseň Mathiase Ringmanna, dalšího humanisty ze Saint-Dié. Do konce roku vyšla v Saint-Dié čtyři vydání této publikace.
Nikolaj Savický, Kde leží Utopie? in Vesmír